# Reactor chimic
Reactoarele chimice sunt incinte unde au loc reacții chimice. Pot avea diverse geometrii. Cele mai comune sunt cele tubulare (la care diametrul e mult mai mic ca lungimea) și cele cilindrice cu diametrul de același ordin de mărime cu lungimea). Pot fi alimentate continuu sau discontinuu. Un exemplu de reactor tubular unde are loc reacția de ardere este dat de cilindrii de motor cu ardere internă.
Reactoarele chimice sunt o extorsiune de degajamente în spațiu și timp.